# Epicauta korytkowskii
Epicauta korytkowskii es una especie de coleóptero de la familia Meloidae.

## Distribución geográfica
Habita en Perú.